# Enzo G. Castellari
Enzo G. Castellari (nascido em 29 de julho de 1938) é um diretor de cinema italiano.

## Início de vida
Enzo G. Castellari nasceu em 29 de julho de 1938, em Roma, Itália. Castellari nasceu em uma família de cineastas. Seu pai, Marino Girolami, era boxeador que virou cineasta. Seu tio é o cineasta Romolo Guerrieri, e seu irmão foi o ator Ennio Girolami. Castellari inicialmente era boxeador igual ao pai dele e passou a frequentar a escola para conseguir um diploma em arquitetura.

## Carreira no cinema
Castellari começou a trabalhar no cinema auxiliando nas várias tarefas em sets dos filmes de seu pai. Entre seus primeiros créditos incluem papéis não creditados ao dirigir filmes tais como Pochi dollari per Django (1966) e A Ghentar si muore facile (1967). Muitas das primeiras obras de Castellari são do gênero faroeste. Oficialmente, sua estreia na direção viria em 1967 no filme rodado na Espanha, 7 winchester per un massacro, e influenciado pelo filme de Sidney J. Furie, The Appaloosa (1966). Após o lançamento do filme de faroeste Ammazzali tutti e torna solo (1968), Castellari dirigiu um só filme de guerra intitulado La battaglia d'Inghilterra. No início da década de 1970, Castellari começou a explorar outros gêneros, assim tais como o suspense Gli occhi freddi della paura (1971), a comédia Ettore lo fusto (1972) e a comédia/espadachim Le avventure e gli amori di Scaramouche (1976). Castellari dirigiu o primeiro filme poliziotteschi com La polizia incrimina, la legge assolve, estrelando Franco Nero. Castellari e Nero produziram um relacionamento com filme e trabalharam juntos por sete longas. Castellari, mais tarde, comentou seu trabalho com o Nero, afirmando "Eu acho que para ter um ator como Franco Nero é uma das melhores coisas que podem acontecer a um diretor [...] se tivesse sido possível, gostaria de ter produzido todos os meus filmes com ele". Nero iria trabalhar com Castellari no filme de faroeste Keoma, que foi apenas um sucesso moderado na Itália no seu lançamento, mas, mais tarde, viria a ser exaltado como um dos melhores filmes de Castellari. Castellari criou outros filmes poliziotteschis no final da década de 1970, assim como o filme de guerra Quel maledetto treno blindato. Castellari foi oferecido para dirigir o filme Zombi 2, mas recusou quando sentiu que ele não seria o diretor ideal para um filme de terror.
Na década de 1980, a popularidade do poliziotteschi fraquejou e o filme de Castellari, Il giorno del Cobra, com Franco Nero, não foi popular nas bilheterias. Castellari seguiu-o com L'ultimo squalo, um filme acerca de uma cidade litorânea aterrorizada por um grande tubarão branco perverso e sanguinário. O filme foi retirado dos cinemas após a Universal Studios processar a produção por ser muito semelhante ao filme Tubarão. O novo filme de Castellari, 1990: I guerrieri del Bronx, foi um sucesso surpresa de modo que criou uma pequena onda de filmes italianos inspirados no filme Escape from New York, de John Carpenter. A metade do final da década de 1980 a ocupação de Castellari foi o trabalho feito para mercados estrangeiros, tais como Colpi di luce (1985), Striker (1987) e Sinbad e os Sete Mares (1989).
Na década de 1990, o trabalho do Castellari foi principalmente dedicado às produções feitas para a televisão. Castellari reapareceu no cinema em 2010 com Caribbean Basterds, filme que obteve uma versão teatral na Itália, o que era uma raridade em relação a filmes de gêneros produzidos localmente no momento. O cineasta fez participação como comandante do pelotão de morteiros alemães no seu filme Quel maledetto treno blindato, e Quentin Tarantino colocou Castellari na participação especial para interpretar um general alemão em seu filme Inglourious Basterds (2009), que foi inspirado pelo filme de 1978, de Castellari.

## Filmografia
| Título                                  | Ano  | Creditado como | Creditado como | Creditado como | Creditado como | Notas                         | Ref(s) |
| Título                                  | Ano  | Diretor        | Roteirista     | Produtor       | Outro          | Notas                         | Ref(s) |
| --------------------------------------- | ---- | -------------- | -------------- | -------------- | -------------- | ----------------------------- | ------ |
| 7 winchester per un massacro            | 1966 | Sim            | Sim            | Sim            |                | Creditado como E.G. Rowland   | [ 7 ]  |
| Vado... l'ammazzo e torno               | 1967 | Sim            | Sim            |                |                |                               | [ 7 ]  |
| I tre che sconvolsero il West           | 1968 | Sim            |                |                |                |                               | [ 7 ]  |
| Quella sporca storia nel West           | 1968 | Sim            | Sim            |                |                |                               | [ 7 ]  |
| Ammazzali tutti e torna solo            | 1968 | Sim            | Sim            |                |                |                               | [ 7 ]  |
| La battaglia d'Inghilterra              | 1969 | Sim            | Sim            |                |                |                               | [ 7 ]  |
| Gli occhi freddi della paura            | 1970 | Sim            | Sim            |                |                |                               | [ 7 ]  |
| Ettore lo fusto                         | 1971 | Sim            | Sim            |                |                |                               | [ 7 ]  |
| Tedeum                                  | 1972 | Sim            |                |                |                |                               | [ 7 ]  |
| La polizia incrimina, la legge assolve  | 1973 | Sim            | Sim            |                |                | Papel de um repórter          | [ 7 ]  |
| Il cittadino si ribella                 | 1974 | Sim            |                |                |                |                               | [ 7 ]  |
| Cipolla Colt                            | 1975 | Sim            |                |                |                | Papel do mexicano no mercado  | [ 7 ]  |
| Le avventure e gli amori di Scaramouche | 1975 | Sim            | Sim            |                |                |                               | [ 7 ]  |
| Keoma                                   | 1976 | Sim            | Sim            |                |                |                               | [ 7 ]  |
| Il grande racket                        | 1976 | Sim            | Sim            |                |                | Papel do lojista covarde      | [ 7 ]  |
| La via della droga                      | 1977 | Sim            | Sim            |                |                |                               | [ 7 ]  |
| Quel maledetto treno blindato           | 1977 | Sim            |                |                |                | Papel de um comandante alemão | [ 7 ]  |
| Sensività                               | 1978 | Sim            |                |                |                |                               | [ 7 ]  |
| Il cacciatore di squali                 | 1979 | Sim            |                |                |                | Papel do assassino            | [ 7 ]  |
| Il giorno del Cobra                     | 1980 | Sim            |                |                |                | Bandido no armazém            | [ 7 ]  |
| L'ultimo squalo                         | 1980 | Sim            |                |                |                |                               | [ 7 ]  |
| 1990: I guerrieri del Bronx             | 1982 | Sim            | Sim            |                |                | Papel de vice-presidente      | [ 7 ]  |
| I nuovi barbari                         | 1982 | Sim            | Sim            |                |                | Creditado como Enzo Girolami  | [ 7 ]  |
| Fuga dal Bronx                          | 1983 | Sim            | Sim            |                |                | Papel do operador de rádio    | [ 7 ]  |
| Tuareg - Il guerriero del deserto       | 1984 | Sim            | Sim            |                |                | Papel de um guarda prisional  | [ 7 ]  |
| Colpi di luce                           | 1985 | Sim            | Sim            |                |                |                               | [ 7 ]  |
| Jonathan degli orsi                     | 1994 | Sim            | Sim            |                |                |                               | [ 7 ]  |
| Caribbean Basterds                      | 2010 | Sim            |                |                |                |                               | [ 7 ]  |